# Citoyen d'honneur (titre honorifique)
Pour les articles homonymes, voir Citoyen d'honneur.
Citoyen d'honneur est un titre accordé par une municipalité ou un pays à une personne de la municipalité ou du pays ou de l'extérieur, dont les mérites sont à honorer ou pour la remercier de services rendus. Il s'agit d'une distinction.
Par exception, ce titre peut être accordé en signe de soutien.
En France, les communes ne peuvent décerner le titre de citoyen d’honneur à certaines personnalités lorsqu'elles entendent ainsi donner leur position sur une affaire « relevant de la politique internationale de la France et de son intervention dans un conflit de portée internationale », cela pouvant constituer une atteinte à l'ordre public (Arrêt de la Cour Administrative d'Appel de Versailles de 2016, à propos d'une personnalité condamnée à la réclusion criminelle à perpétuité en Israël et à laquelle la commune d'Aubervilliers avait décerné le titre de citoyen d'honneur).